# Francesco Redi
Francesco Redi (Arezzo, 18 febbraio 1626 – Pisa, 1º marzo 1697) è stato un medico, naturalista e letterato italiano.

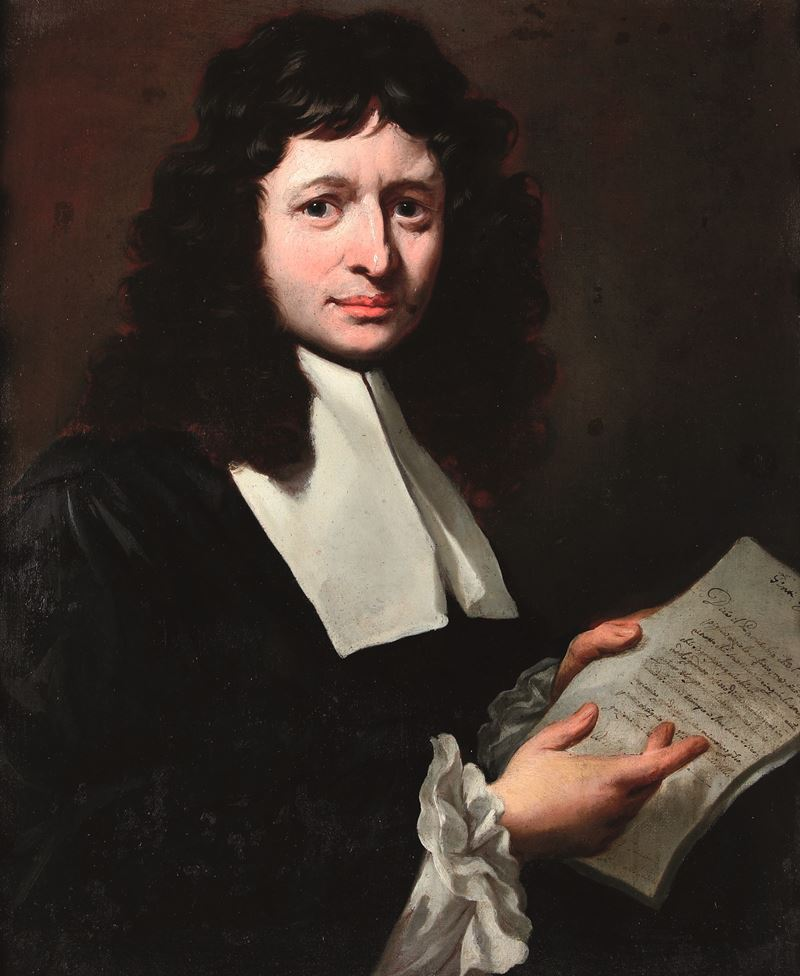
Pier Dandini, ritratto di Francesco Redi, olio su tela

È conosciuto come il "padre della parassitologia moderna" e fu il primo a sfidare la teoria della generazione spontanea, dimostrando che i vermi derivano dalle larve delle mosche e che quindi gli organismi viventi non possano generarsi spontaneamente dalla materia non vivente. I suoi esperimenti più famosi sono descritti nella sua opera principale, Esperienze intorno alla generazione degl'insetti, pubblicata nel 1668.

## Biografia

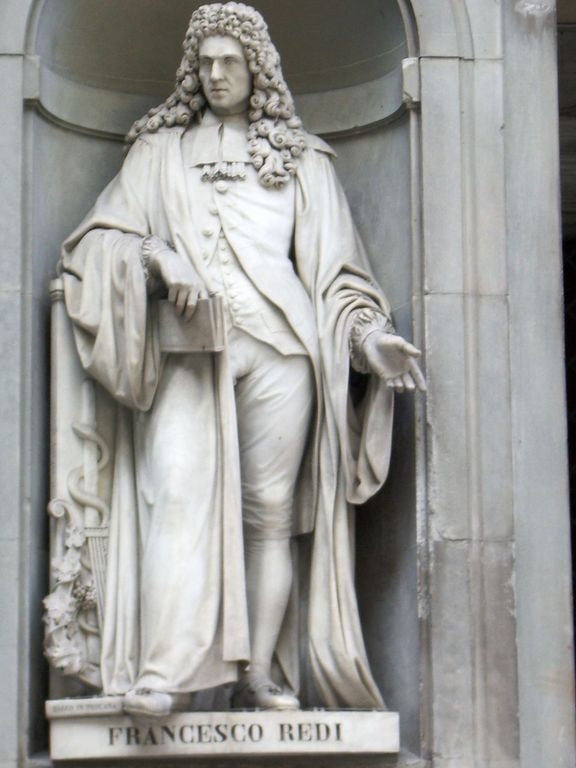
Francesco Redi - statua nel piazzale degli Uffizi

Francesco Redi, figlio di Gregorio Redi e Cecilia de’ Ghinci, nacque ad Arezzo il 18 febbraio 1626. Suo padre esercitava la professione di medico a Firenze. Dopo aver ricevuto un’educazione presso i gesuiti, Francesco proseguì gli studi all’Università di Pisa, dove conseguì il dottorato in medicina e filosofia nel 1647, all’età di 21 anni. 
Dopo la laurea Redi frequentò per tutto il 1648 la scuola di disegno di Remigio Cantagallina, come annotò nel proprio Libro di Ricordi. Negli anni successivi viaggiò frequentemente, prima di stabilirsi definitivamente a Firenze nel 1648. Qui si iscrisse al Collegio Medico e fu nominato medico personale e sovrintendente alla farmacia ducale presso la corte dei Medici, servendo sia Ferdinando II de’ Medici, Granduca di Toscana, che il suo successore Cosimo III. Fu proprio a Firenze che Redi realizzò la maggior parte delle sue opere accademiche, meritevoli del suo ingresso nell’Accademia dei Lincei. Dal 1654 fece parte dell'Accademia della Crusca, in cui lavorò alacremente alla III edizione del Vocabolario e di cui fu arciconsole dal 1678 al 1690. Partecipò alla fondazione dell'Accademia del Cimento e insegnò nello Studio Fiorentino. Fu nominato archiatra dal Granduca Ferdinando II: tale carica indicava il medico gerarchicamente più importante dello Stato. Fu anche membro dell’Accademia del Cimento (nota come "Accademia dell'Esperimento") dal 1657 al 1667, un sodalizio scientifico dedicato alla promozione del metodo sperimentale.
Francesco Redi morì nel sonno il 1° marzo 1697 a Pisa, e le sue spoglie furono riportate nella sua città natale, Arezzo, per la sepoltura. Una raccolta della sua corrispondenza è oggi conservata presso la National Library of Medicine di Bethesda, nel Maryland (USA).

## Attività scientifiche
I suoi studi, fra i quali quelli intorno alla generazione spontanea e al veleno delle vipere, rivestono particolare importanza nella storia della scienza moderna, per la loro opera di demolizione di alcune teorie di stampo aristotelico a favore di un'attività sperimentale e per la loro applicazione in campo medico di una pratica terapeutica di impostazione ippocratica, costruita su regole di prevenzione e sull'uso di rimedi esclusivamente naturali e su precetti di vita equilibrata. Pubblicò un gran numero di ricerche naturalistiche, che destarono grande interesse in tutta Europa. Il suo operato si distinse principalmente in tre ambiti: biologia, tossicologia e parassitologia. 

### Biologia sperimentale e teoria della generazione spontanea
Francesco Redi è ricordato soprattutto per i suoi importanti contributi alla biologia sperimentale. Fu uno dei primi scienziati a mettere in discussione la teoria della generazione spontanea, una credenza antica secondo cui gli esseri viventi potevano originarsi improvvisamente e direttamente dalla materia inanimata. Questa idea, che risaliva al filosofo greco Aristotele, era stata in parte abbandonata per gli organismi complessi (come i topi), ma continuava a essere accettata per forme di vita più semplici, come gli insetti, il cui ciclo riproduttivo all’epoca era ancora sconosciuto. Ad esempio, si credeva comunemente che i vermi (larve) comparissero spontaneamente nella carne in putrefazione. Redi dubitò fortemente di questa spiegazione e decise di verificarla con un esperimento semplice ma ingegnoso, applicando un approccio scientifico controllato, raro per il tempo.
Preparò tre serie di barattoli, ognuno contenente un pezzo di carne cruda, esposti a condizioni differenti:
1. Barattoli aperti, dove la carne era esposta all’aria e le mosche potevano facilmente posarvisi.
2. Barattoli sigillati, completamente chiusi, che non permettevano l’accesso né all’aria né agli insetti.
3. Barattoli coperti da una garza, che lasciava passare l’aria ma impediva alle mosche di toccare direttamente la carne.

Dopo alcuni giorni, Redi osservò che i vermi si sviluppavano solo nei barattoli aperti, dove le mosche avevano potuto depositare le uova. Nei barattoli chiusi e in quelli coperti dalla garza non compariva alcun verme. In particolare, sui teli di garza trovò uova e larve, confermando che erano le mosche a generare i vermi, non la carne in sé. Con questo esperimento, Redi confutò in modo diretto la teoria della generazione spontanea, dimostrando che la vita deriva solo da altra vita (omne vivum ex vivo). Il suo lavoro è considerato una pietra miliare perché rappresenta uno dei primi esempi documentati dell’uso del metodo scientifico controllato nella biologia, con l’introduzione di variabili sperimentali e gruppi di controllo.

### Tossicologia
Nel 1664, Francesco Redi pubblicò la sua prima opera fondamentale,Osservazioni intorno alle vipere, indirizzata all’amico Lorenzo Magalotti, segretario dell’Accademia del Cimento. Quest’opera segnò l’inizio della tossicologia sperimentale poiché Redi dimostrò che il veleno di questi animali, contrariamente alla comune opinione dell'epoca, è dannoso solo se inoculato nella ferita e non se ingerito. Inoltre, osservò che il veleno nei serpenti viene prodotto dalle zanne, e non dalla cistifellea, come si credeva allora. Grazie a questa scoperta, una specie di vipera è stata chiamata con il suo nome (Vipera aspis francisciredi). In questa stessa opera confutò anche alcune credenze popolari, come la convinzione che le vipere bevessero vino o potessero rompere bicchieri. 

### Parassitologia
Redi fu anche un pioniere della parassitologia, concentrandosi in particolare sullo studio dei parassiti interni. Nella sua opera fondamentale del 1684, Osservazioni intorno agli animali viventi che si trovano negli animali viventi, descrisse in modo sistematico numerose specie di vermi parassiti presenti sia nell’uomo che negli animali.
In contrasto con le credenze dominanti del suo tempo, Redi sostenne con fermezza che questi parassiti non si generavano spontaneamente all’interno dell’organismo ospite, ma provenivano da uova deposte da forme adulte. Con questa tesi, proseguiva la sua battaglia scientifica contro la teoria della generazione spontanea, applicandola ora a un nuovo ambito della biologia.
Le sue osservazioni furono supportate da esperimenti dettagliati e acute analisi morfologiche, che gli permisero di identificare correttamente diversi elminti, tra cui Ascaris lumbricoides e Fasciola hepatica, e di distinguere chiaramente tra vermi parassiti e organismi non parassiti come i lombrichi.
Grazie alla precisione delle sue descrizioni, Redi pose le basi della parassitologia moderna, contribuendo in modo decisivo alla comprensione del ciclo vitale dei parassiti e alla loro classificazione scientifica.

## Carriera letteraria
Come poeta, Francesco Redi è ricordato soprattutto per l'opera Bacco in Toscana, pubblicato per la prima volta nel 1685. Questo componimento in stile bacchico fu molto apprezzato all'epoca e per questo motivo il gran duca Cosimo III de Medici gli conferì una medaglia d'onore.
Fu ammesso a due importanti accademie letterarie: l'Accademia degli Arcadi e l'Accademia della Crusca. In quest’ultima fu un membro attivo e contribuì alla redazione del Vocabolario della lingua italiana. 
Oltre a Bacco in Toscana, Redi scrisse altre opere letterarie, tra cui le sue Lettere e il componimento 'Arianna Inferma'.

## Riconoscimenti
- La Vipera aspis francisciredi è così chiamata in suo onore.

## Opere

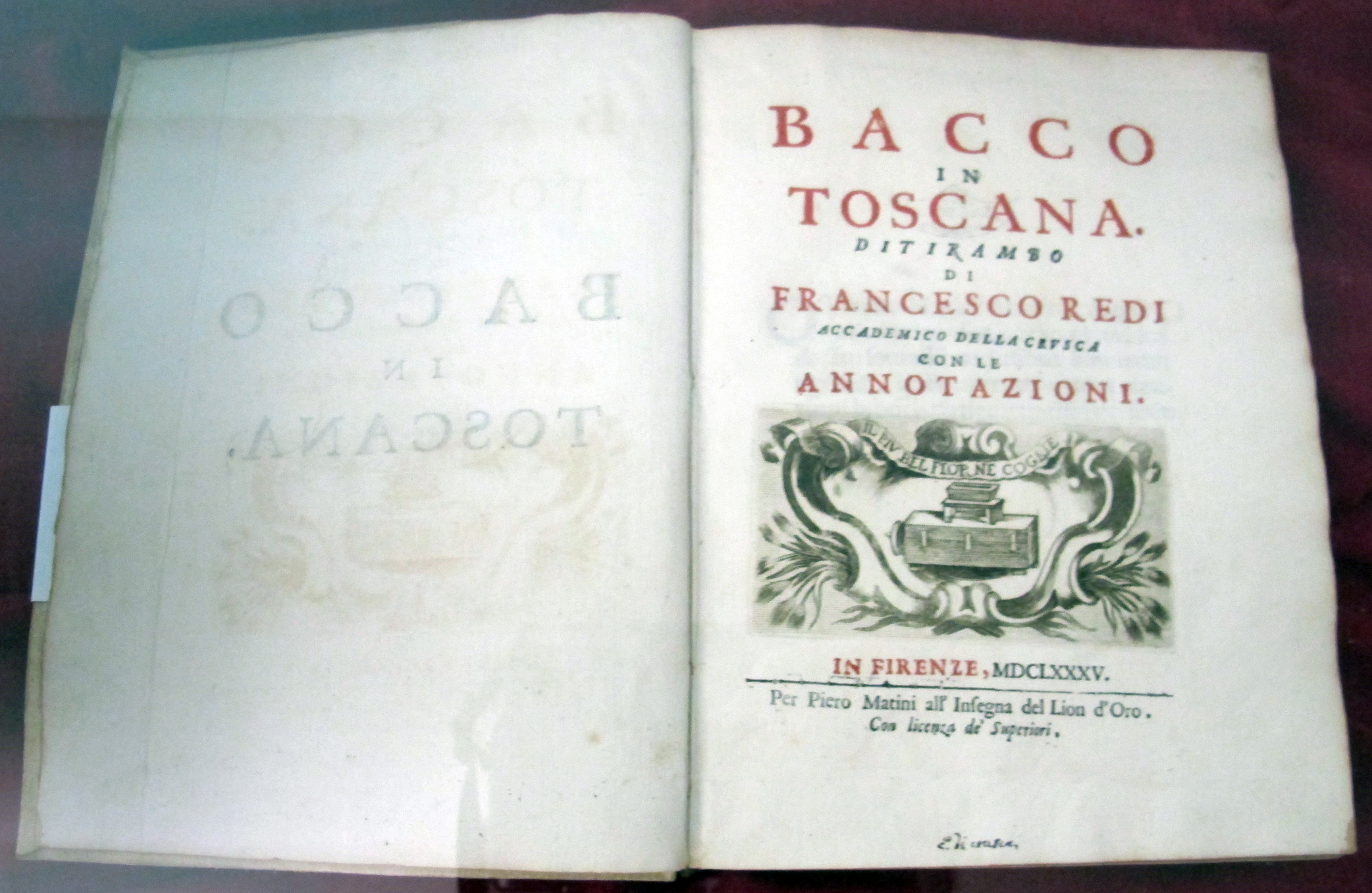
Bacco in Toscana, edizione del 1685

Tutte le seguenti opere sono presenti su Wikisource.

### Poesie
- Bacco in Toscana, 1684.
- Lettere
- Arianna Inferma

### Sonetti
- Donne gentili, devote d'Amore.

### Opere scientifiche
- Osservazioni intorno alle vipere, 1664.
- Esperienze intorno alla generazione degl'insetti, 1668.
- Sopra alcune opposizioni fatte alle sue osservazioni intorno alle vipere, 1670.
- Lettera intorno all'invenzione degli occhiali, 1690.

## Edizione completa delle opere
- Francesco Redi, Bacco in Toscana - Ditirambo di Francesco Redi ..., Stamperia di Giacomo Raillard, 1687.
- Francesco Redi, Opere di Francesco Redi gentiluomo aretino e accademico della Crusca in questa nuova Edizione accrescite, e migliorate, vol. 1, Napoli, Stamperia di Angelo Carfora, 1741. URL consultato il 27 maggio 2019.
- Francesco Redi, Opere di Francesco Redi gentiluomo aretino e accademico della Crusca in questa nuova Edizione accrescite, e migliorate, vol. 2, Napoli, Stamperia di Angelo Carfora, 1741. URL consultato il 27 maggio 2019.
- Francesco Redi, Opere di Francesco Redi gentiluomo aretino e accademico della Crusca in questa nuova Edizione accrescite, e migliorate, vol. 3, Napoli, Stamperia di Angelo Carfora, 1741. URL consultato il 27 maggio 2019.
- Francesco Redi, Opere di Francesco Redi gentiluomo aretino e accademico della Crusca in questa nuova Edizione accrescite, e migliorate, vol. 4, Napoli, Stamperia di Angelo Carfora, 1741. URL consultato il 27 maggio 2019.
- Francesco Redi, Opere di Francesco Redi gentiluomo aretino e accademico della Crusca in questa nuova Edizione accrescite, e migliorate, vol. 5, Napoli, Stamperia di Angelo Carfora, 1741. URL consultato il 27 maggio 2019.